# Département de Panama
1886–1903
Entités précédentes :
- État souverain de Panamá

Entités suivantes :
- République du Panama

Le département de Panamá, également appelé département de l'Isthme, est une ancienne subdivision de la République de Colombie. Créé en 1886 à la faveur d'un changement constitutionnel, il succède à l'État souverain du Panama dont il reprend les limites géographiques.
Ayant souvent eu des aspirations séparatistes, la région est le théâtre du percement du canal de Panama, dont la reprise, à la suite de l'abandon de la tentative française, est vivement souhaitée par les États-Unis. À la suite de la guerre des Mille Jours (1899-1902), qui affaiblit grandement l'autorité du gouvernement colombien, et grâce à l'intervention de la marine américaine, le département obtient finalement son indépendance en 1903.